# Hà Giang (provins)
Ha Giang (på vietnamesiska Hà Giang) är en provins i norra Vietnam. Den gränsar till Kina i norr. Provinsen består av stadsdistriktet Ha Giang (huvudstaden) och tio landsbygdsdistrikt: Bac Me, Bac Quang, Dong Van, Hoang Su Phi, Meo Vac, Quan Ba, Quang Minh, Vi Xuyen, Xin Man samt Yen Minh.